# Mihai Cristian Apostolache
Mihai Cristian Apostolache (n. 14 iunie 1979, com. Ciorani, județul Prahova) este un om politic român, ales deputat în legislaturile 2004-2008 și 2008-2012 în județul Prahova din partea PSD.

## Legături externe
- Activitate parlamentară Arhivat în 1 august 2024, la Wayback Machine., pe site-ul Camerei Deputaților din România